# Luňákovec Jerdonův
Luňákovec Jerdonův (Aviceda jerdoni) je středně velký jestřábovitý pták s tenkou černou, většinou ztopořenou chocholkou s bílým koncem. Tento dravec je ostrůvkovitě rozšířen v jihovýchodní Asii.

## Systematika
Druh formálně popsal anglický zoolog Edward Blyth v roce 1842. Druhové jméno jerdoni je upomínkou skotského ornitologa Thomase C. Jerdona působícího v Indii. Utváří hned několik poddruhů s následujícím rozšířením:
- A. j. jerdoni (Blyth, 1842) – od severní Indie po jižní Čínu a Myanmar, Indočínu a Sumatru;
- A. j. ceylonensis (Legge, 1876) – jihozápadní Indie a Šrí Lanka;
- A. j. borneensis (Brüggemann, 1876) – Borneo;
- A. j. magnirostris (Kaup, 1847) – Samar, Mindanao a Palawan;
- A. j. celebensis (Schlegel, 1873) – Sulawesi a okolní ostrovy.

## Výskyt
Druh je kapsovitě rozšířen po jižní Indii, Šrí Lance, Bangladéši, Myanmaru, východním Nepálu, Bhútánu, Číně, Kambodži, Laosu, Singapuru, Thajsku, Malajsii, Vietnamu, Indonésii, Filipínách a Bruneji. Celková populace se v roce 2011 odhadovala na cirka 10 000 jedinců.

## Popis

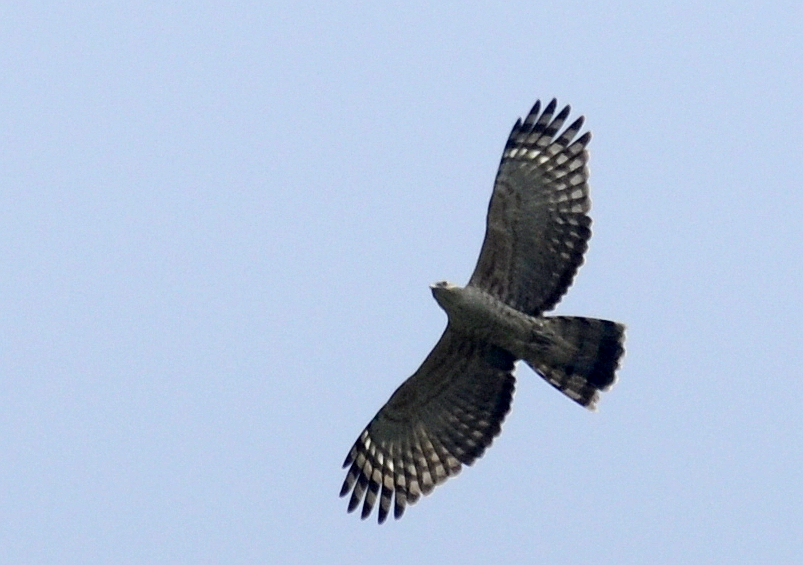
Luňákovec Jerdonův v letu

Délka těla dosahuje kolem 46 cm. Svrchní strana  je převážně tmavě hnědá, letky jsou šedohnědé. Strany hlavy jsou do šeda. Z hlavy vyrůstá poměrně dlouhá, avšak tenká černá chocholka s bílým koncem. Ocas je šedohnědý s nažloutle bělavým zakončením a třemi tmavě hnědými pruhy. Hrdlo je rezavě bílé, hruď do rezava a břicho je bílé s příčnými rezavými pruhy. Samice má podobné vzory jako samec, avšak barva jejího opeření je světlejší.

## Biologie
Žije skrytě, aktivní je hlavně během úsvitu a soumraku. V letu vydává kipkip-kip nebo kikija, kikija, někdy též žalostné pronikavé mňoukání pí-ou.  Jídelníček tvoří hlavně plazi a větší hmyz. Uloví však i žábu nebo menší hady a obratlovce.
V Indii patří k predátorům mladých jedinců luňákovce Jerdonova orlík chocholatý (Spilornis cheela) a napadnout si ho (dospělce, ovšem bez predace) troufne i malý suříkovec šarlatový (Pericrocotus flammeus).

### Hnízdění
Doba hnízdění závisí na lokaci. V severní Indii to je duben až srpen, v jižní Indii únor až červen. Hnízdo z větviček si staví na stromě v lese, případně i na stromech na plantážích. Snůšku tvoří 2–3 vejce. Doba inkubace v Indii byla 37–40 dní. Ptáčata krmí oba rodiče. Převážnou část jídelníčku mláďat tvoří obojživelníci, plazi a hmyz.

## Ohrožení
Mezinárodní svaz ochrany přírody druh hodnotí jako málo dotčený, nicméně přiznává, že jeho populace je na pomalém ústup vlivem ztráty přirozeného prostředí. V některých částech areálu výskytu, jako je indický Mizóram, může druh čelit i tlaku lovců.